# Juoksengi
Juoksengi est une localité de la commune d'Övertorneå dans le comté de Norrbotten en Suède.
Sa population était de 291 habitants en 2019.